# 그랜드터크섬

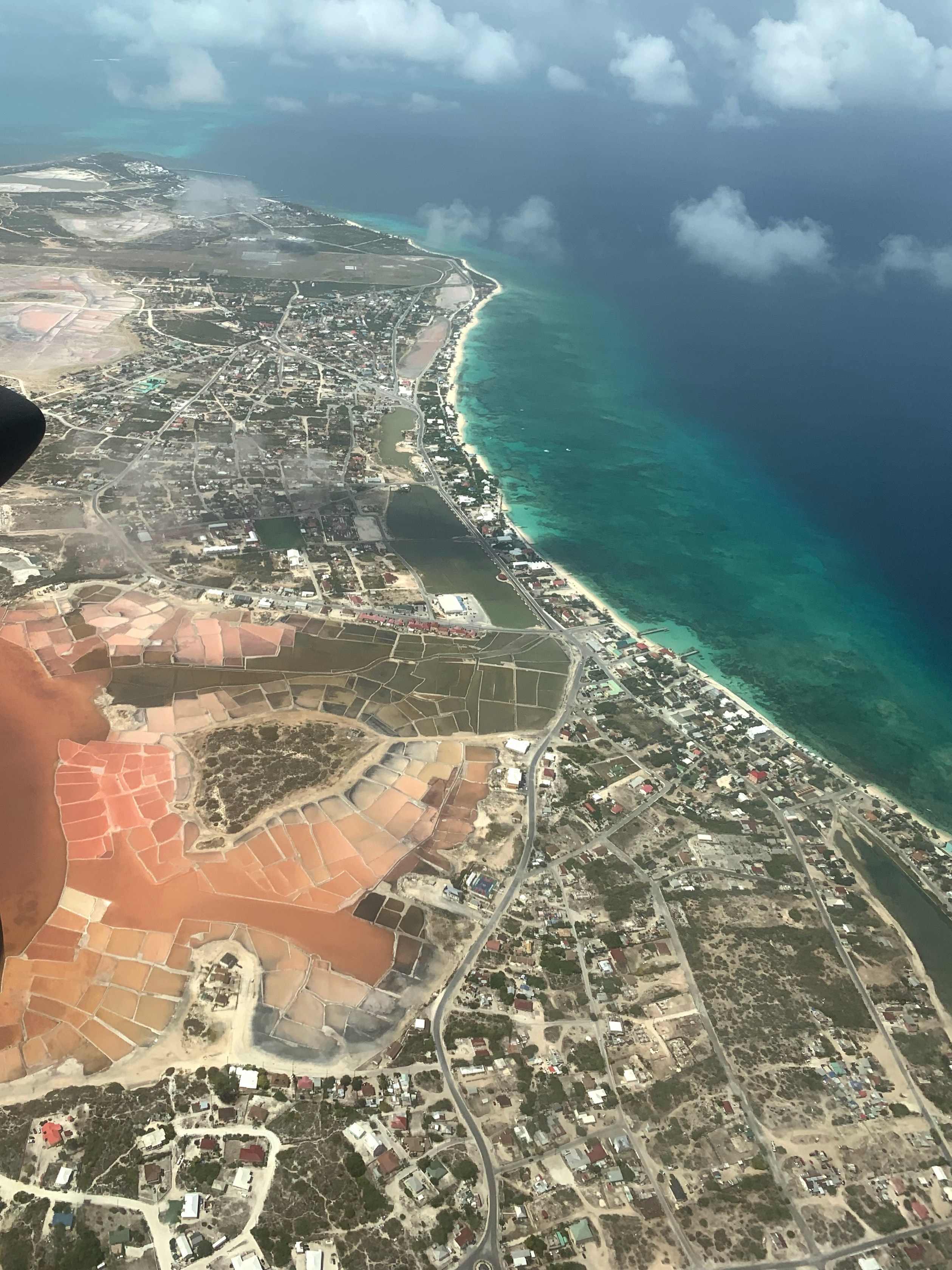

그랜드터크섬(Grand Turk Island)은 터크스 케이커스 제도의 섬의 하나이다. 터크스 케이커스 제도에서 가장 큰 섬이다. 면적은 18제곱킬로미터이다. 그랜드터크섬은 이 영토의 수도 코번타운이 있다. 이 섬은 이 영토의 행정, 역사, 문화, 금융의 중심지이며 인구수는 2012년 기준 약 4,831명이다.